# Марія Зайцева
Марія Зайцева (16 січня 2001, Гомель, Білорусь — 17 січня 2025, Покровський район, Україна) — білоруський доброволець, яка брала участь у Російсько-українській війні на боці України.

## Біографія

### Протести в Білорусі
Марія Зайцева стала відомою в Інтернеті в серпні 2020 року після того, як поширилася її фотографія, зроблена під час білоруських протестів, на якій вона сидить закривавлена після поранень під час участі в акціях протесту проти переобрання Олександра Лукашенка, які на міжнародному рівні вважаються нелегітимними. Вона приїхала зі свого рідного міста Гомеля до Мінська, щоб приєднатися до протестів, незважаючи на заперечення своєї родини. Увечері 9 серпня вона була серед протестувальників у центрі Мінська, протистоявши силовикам, де, за її словами, мирно стояла і кричала. Протестувальників обстріляли світлошумовими гранатами, гумовими кулями та водометами, а останнє, що запам'ятала Зайцева з акції протесту, це вибух і її лежання на землі. Після поранення фотограф сфотографував, як вона, закривавлена, тихо сидить на асфальті.
В результаті нападу Зайцева назавжди втратила слух на одне вухо, у неї також була гематома мозку і важкі травми очей та обличчя. Вона також описала посттравматичний стресовий розлад. Після кількох операцій у Білорусі вона поїхала на спеціалізоване лікування до Чехії, де також розпочала курси в Чеському технічному університеті.

### Російсько-українська війна
Коли Росія почала повномасштабне вторгнення в Україну в лютому 2022 року, вона спочатку зголосилася допомогти українським біженцям у Чехії. Навесні 2023 року вступила до Українського Іноземного Легіону, де поповнила санітарну частину, а також виконувала обов'язки перекладача. Алесь Петровський, командир частини Зайцевої, сказав, що для неї боротьба проти Росії за свободу в Білорусі та України пов'язана, і вона серед іншого приєдналася до легіону, бо хотіла, щоб Білорусь була вільною.
Після поранення на фронті в Україні повернулася до Чехії, але в січні 2024 року вирішила повернутися в Україну. Через рік її вбили під Покровськом, через день після її 24-річчя. Її підрозділ повідомив про евакуацію тіла з поля бою під вогнем російської артилерії. Білоруська опозиціонерка Світлана Тихановська після її смерті заявила, що Зайцева «була важко поранена під час білоруських протестів 2020 року, віддала життя за свободу» і що вона була «іконою нашої революції».

## Нагороди
- Медаль «Честь і гідність» (Рада Білоруської Народної Республіки)
- Орден Залізного Лицаря (Рада Білоруської Народної Республіки) — перша нагороджена жінка.